# 天宁寺 (太谷)
天宁寺是一座明、清古建筑，位于山西省晋中市太谷区侯城乡惠安村。
2003年1月15日，天宁寺公布为晋中市文物保护单位。